# Museo archeologico nazionale di Cividale del Friuli
Il Museo archeologico nazionale di Cividale del Friuli è un museo sito nella omonima cittadina friulana. Fondato nel 1817, il Museo ha sede dal 1990 nel cinquecentesco Palazzo dei Provveditori Veneti. La collezione del museo comprende oggetti risalenti dal municipio di età romana fino al periodo della dominazione veneziana.

## Storia
Venne fondato nel 1817 dal Conte Michele della Torre Valsassina, durante l'importante stagione di ricerche avviata grazie ai finanziamenti dell'imperatore austriaco Francesco I. L'obiettivo principale era quello di dimostrare attraverso fonti archeologiche l'attribuzione del municipium di Forum Iulii, citato da numerose fonti antiche, alla città di Cividale del Friuli e non al centro carnico di Zuglio. L'obiettivo fu pienamente raggiunto visti grandi risultati degli scavi del della Torre e la vasta eco che le sue scoperte ebbero nel mondo accademico italiano e germanico.
Il museo, collocato in un ambiente dell'ex Collegio dei Padri Somaschi in Borgo San Pietro, si rivelò ben presto troppo ristretto per ospitare adeguatamente una collezione che continuò ad arricchirsi per tutto il corso del XIX secolo, anche con rinvenimenti di primissimo livello come la scoperta della "tomba di Gisulfo". Nella seconda metà dell'Ottocento il museo fu diretto da eruditi provenienti dal capitolo di Cividale, tra cui monsignor Jacopo Tomadini, organista e maestro di cappella noto in tutta Europa, che ricoprì l'incarico dal 1877 al 1883. Dalla fine del '800 il museo trovò una nuova e più solenne sede nei locali di Palazzo de Nordis, dove, sotto la direzione di Alvise Zorzi venne riorganizzato sulla base di una sistematica attività che portò tra l'altro all'acquisizione dell'importantissima collezione libraria e archivistica proveniente dal Capitolo di Cividale. L'attività dello Zorzi si concretizzo anche nella redazione della prima guida esaustiva alla collezione. All'interno del nuovo museo, ormai statale, venne allestito nelle due sale al pianterreno il Lapidario con i reperti di età romana, longobarda/carolingia e patriarcale. Nella sala I del piano nobile vennero allestiti oggetti di età pre-romana e romana, mentre nella sala II la collezione di età tardo-antica e medievale. Nella sala III venne sistemato l'archivio ex capitolare e i beni provenienti dal monastero delle monache benedettine di santa Maria in Valle; nella sala IV trovò spazio la biblioteca.
Il museo e la sua collezione superarono le dure prove della prima guerra mondiale, quando gli eventi bellici imposero il trasferimento di molte opere a Venezia e Firenze e continuarono un percorso di crescita per tutta la prima metà del XX secolo, scandito da personalità importanti come Ruggero della Torre, Mario Brozzi e Amelio Tagliaferri. Gli anni che vanno dal 1970 al 1977 sono contraddistinti da numerose difficoltà per l'istituzione museale, chiusure prolungate, assenza di una direzione stabile e, su tutte, i danni inferti al palazzo dal sisma del 15 settembre del 1976, che determinò la chiusura del Museo e lo spostamento della collezione nel Castello Miramare di Trieste. Amelio Tagliaferri curò il trasloco del Museo dalla vecchia sede di Palazzo De Nordis alla nuova sede nel palazzo dei Provveditori Veneti, restituito all'originale splendore a cura dell'architetto Domenico A. Valentino, soprintendente per i Beni Ambientali, Archeologici, Artistici e Storici della Regione Friuli-Venezia Giulia dal 1986. Un nuovo e decisivo sviluppo per la storia del museo si ebbe nel 1990 quando venne inaugurata all'interno della nuova sede del palazzo dei Provveditori Veneti, edificio attribuito a Andrea Palladio edificato tra il 1565 e il 1615 e dal 2001 e assegnato alla Soprintendenza per i Beni Archeologici del Friuli Venezia Giulia, la mostra “I Longobardi” ideata e allestita dal Tagliaferri insieme alla nuova direttrice Paola Lopreato, contestualmente ad un ingente lavoro di riorganizzazione delle collezioni e di sistematizzazione dei reperti provenienti dalle recenti ricerche archeologiche, nello specifico le due campagne di scavo, del 1987 e 1988, nella necropoli di Santo Stefano in Pertica, funzionale all'allestimento della mostra “I Longobardi”. Nello stesso periodo venne ordinata la sezione lapidaria, ospitata nelle sale del pian terreno, comprendente reperti epigrafici, architettonici e musivi che narrano l'evoluzione storica della città dall'età romana all'età moderna.

## La collezione

### Il lapidario
Il percorso espositivo del piano terra racconta la storia del centro urbano di Forum Iulli/Cividale declinando le varie tappe di una storia millenaria in forme di pietra. L'atrio del palazzo è allestito in forme che richiamano la storia centenaria del museo e lo stile del vecchio allestimento della sede di Palazzo de Nordis. Le notizie sulla storia, la vita amministrativa e l'organizzazione di Forum Iulii, una delle quattro città romane dell'attuale Friuli Venezia Giulia, si desumono in gran parte dai documenti epigrafici presenti nel lapidario: municipium dagli anni Quaranta del I secolo a.C., fu dotata di un territorio la cui ampiezza è tuttora oggetto di discussione. In età tardoimperiale il pericolo di invasioni accrebbe l'importanza strategica delle città, che fu inclusa nei vari sistemi difensivi alpini; dopo l'invasione di Attila (metà V secolo) divenne probabilmente sede del corrector (governatore) dellaVenetia et Histria e, per il suo importante ruolo, fu prescelta dai Longobardi come sede del primo Ducato in Italia, dopo la loro discesa del 568. I dati sulla sua organizzazione urbana sono piuttosto labili: risulta infatti ancora incerta l'ubicazione dei principali edifici pubblici, in particolare del Foro. Le strutture portate alla luce dagli inizi dell'Ottocento e musealizzate sono infatti riferibili soprattutto ad abitazioni private, spesso con raffinati pavimenti a mosaico, databili per lo più alla prima età imperiale (fine I secolo a.C.-I d.C.) e a necropoli (monumenti funerari, urne e corredi sepolcrali). Sono attribuibili ad edifici sacri iscrizioni con dediche a Giove ed alla Fortuna Augusta. Iscrizioni, bronzetti, un thesauros sono riferibili al culto di Ercole, venerato in un santuario posto su di un'altura a sud delle città, di probabile origine preromana.
I frammenti scultorei e gli oggetti d'arredo liturgico esposti nella seconda sezione del lapidario, insieme ai capolavori attualmente presenti al Museo Cristiano presso il Duomo e nel “Tempietto longobardo”, testimoniano la ricchezza della decorazione architettonica e dell'arredo nei luoghi di culto di Cividale tra VI e IX secolo. Si tratta soprattutto di elementi dell'arredo del presbiterio: capitelli e colonnine, archetti di pergulae, cibori, teguri di fonti battesimali, plutei e pilastrini pertinenti a recinti. Il repertorio decorativo comprende motivi derivati dalla tarda antichità, spesso profondamente modificati nel corso del tempo (rosette, fuseruole, racemi), e motivi innovativi in buona parte riconducibili agli influssi germanici e orientali (tralci vegetali, motivi ad S, intrecci geometrici). Alcuni reperti sono riferibili all'età paleocristiana, più numerosi sono quelli altomedievali inquadrabili in grandi fasi, che corrispondono a precisi momenti di rinnovamento dell'apparato liturgico legati a ben definiti momenti storici: la rinascenza liutprandea e l'età di Callisto (712-756), l'età di Sigualdo (756-787), l'età carolingia (fine VIII – inizi IX secolo).
Nel basso medioevo Cividale (Civitas Austriae), residenza stabile fino al 1238 del Patriarca – vassallo dell'Imperatore di Germania e contemporaneamente vescovo metropolita era una delle città più importanti dello Stato patriarcale aquileiese. Alla decorazione dei palazzi di questo periodo storico vanno riferite le sculture presenti nella terza sezione del lapidario. Si tratta per lo più di pàtere e formelle, a decorazione prevalentemente zoomorfa, cui si aggiungono alcuni pilastrini “a colonnine”, mensolette d'arco, fregi e cornici architettoniche, in alcuni casi recanti ancora tracce dell'originaria policromia. Il gruppo più numeroso comprende rilievi comunemente definiti “veneto-bizantini”, appartenenti ad una produzione che si sviluppò tra l'inizio dell'XI e l'inizio del XIV secolo d.C., che sono probabilmente appartenuti alla decorazione del Palazzo Patriarcale e di altre costruzioni del complesso episcopale.
Nella Cividale bassomedievale inizia ad essere attestata la presenza di famiglie di religione ebraica. Tra gli scavi promossi dal canonico Della Torre nei primi decenni del XIX secolo, si ricorda anche quello di un cimitero ebraico, situato nel settore anticamente denominato "Giudaica", a nord-est delle mura cittadine, dove vennero rinvenute numerose lastre tombali iscritte (macebe), ricca ed affascinante testimonianza della presenza della comunità ebraica di Cividale.
L'ultima sezione del lapidario del museo è dedicata alla collezione Cernazai. Pietro Cernazai (1804-1858) è stato un colto e raffinato collezionista attivo nella Udine della prima metà del XIX secolo. Grazie ad acquisti sul mercato antiquario e rinvenimenti nei possedimenti aquileiesi riuscì ad incrementare la già cospicua collezione paterna. Particolarmente significativa fu l'acquisizione della collezione Pellegrini-Danieli di Zara, formatasi nel corso del XVIII secolo grazie ai scavi condotti da Antonio Danieli nell'antica Aenona. Alla morte di Pietro nel 1858 i beni passarono al fratello maggiore il sacerdote Francesco Maria Cernazai, poco interessato alle antichità: alla morte di quest'ultimo i beni furono incamerati dal Seminario Arcivescovile di Udine. Nel 1900 la collezione venne venduta all'asta a Milano, le iscrizioni, i materiali fittili ed i vetri, come stabilito dal Ministero dell'Istruzione Pubblica, passarono al Museo Archeologico di Cividale. La collezione giunta al Museo appare piuttosto eterogenea, composta da materiali provenienti da Roma (per la maggior parte lastre funerarie di colombario) e dall'area dalmatica (Issa, Salona e Iader)

### Le necropoli longobarde
All'archeologia funeraria di età longobarda in Friuli è dedicato quasi l'intero piano nobile del Museo. L'esposizione è preceduta da pannelli che illustrano il percorso dalla Germania all'Italia del popolo germanico ed il contesto storico-geografico in cui avvennero i grandi spostamenti di popolazioni barbare dopo la fine dell'Impero romano di occidente. Nelle sale 1-7 che conservano con alcune modifiche e aggiornamenti l'allestimento curato nel 1990 per la grande mostra internazionale I Longobardi, è possibile seguire l'evoluzione dei costumi funerari e dell'artigianato artistico a Cividale e nel Ducato longobardo del Friuli per quasi due secoli: dall'arrivo nel 568 d.C. della popolazione germanica a Forum Iulii, che divenne capitale del primo Ducato d'Italia, fino all'elaborazione della tipica arte longobarda d'Italia ed alla sua evoluzione in età carolingia.
Nel salone centrale l'allestimento inaugurato nel 2012 e dedicato alla necropoli sulla collina di S. Mauro, la più settentrionale tra quelle che cingono a nord Cividale, ne costituisce l'introduzione. È stato ricreato idealmente un settore del sepolcreto, oggetto di scavi sistematici dal 1994 al 1998. Gli oggetti di abbigliamento e le offerte di dieci sepolture sono poste su sagome nella posizione di rinvenimento, in vetrine orientate ovest-est. Ricostruzione grafiche e pannelli permettono di interpretare i corredi esposti e di riconoscere sesso, età, ruolo del defunto ed epoca della deposizione
I complessi sepolcrali esposti, caratteristici del modello culturale longobardo, e databili alle prime fasi dell'immigrazione in Italia, sono per lo più di eccezionale ricchezza e testimoniano l'alto livello sociale del gruppo qui sepolto: guerrieri e cavalieri di alto rango deposti con l'intero equipaggiamento militare, dame di livello sociale elevato con oggetti d'ornamento in oro, argento e pietre dure tipici del costume tradizionale attestato già in Pannonia; bambini con corredi comprendenti anche armi e gioielli tradizionali.

### Collezione di Aurei longobardi
Un valore aggiunto della collezione longobarda del Museo è costituito dal nucleo di 56 monete auree longobarde, acquistato nel mercato antiquario dalla Cassa di Risparmio delle Provincie di Udine e Pordenone, e lasciata in comodato al museo. Tale collezione numismatica si configura come la seconda al mondo e rappresenta una chiara immagine dell'evoluzione delle forme di gestione del potere economico adottate dal potere longobardo sul suolo italiano.

### Bronzi di Zuglio
Alcuni elementi dell'apparato decorativo bronzeo del foro di Iulium Carnicum (Zuglio in Carnia), città posta sulla via per il Norico e da cui in età romana dipendeva un ampio territorio alpino, vennero a far parte delle collezioni del Museo di Cividale già agli inizi dell'800. Vi si aggiunsero nel 1939 il ritratto bronzeo ed in seguito altri elementi decorativi, messi in luce durante gli scavi degli anni 1937-1938 e rinvenuti per lo più nel vano sottostante alla basilica civile, ove erano stati ammassati per la rifusione. Il restauro e gli studi condotti consentirono di compiere la ricomposizione e la rilettura di alcuni degli importanti reperti che vennero riesposti nel 1994.
L'attuale allestimento comprende le due iscrizioni che dovevano far parte del rivestimento di una o di due statue erette in onore Gaio Bebio Attico, che ricoprì importanti incarichi sotto il principato di Claudio (41-54 d.C.), uno straordinario clipeo bronzeo con figura di togato, frammenti di altri due clipei e di altri elementi decorativi del foro, oltre che il noto ritratto di un personaggio illustre di Iulium Carnicum di discussa attribuzione cronologica.
Il complesso, di eccezionale rilevanza, costituisce un unicum nell'ambito del patrimonio artistico dell'Italia romana.

### Direttori del Museo Archeologico Nazionale di Cividale
| Michele della Torre Valsassina | 1817-1844 |
| Lorenzo d'Orlandi              | 1844-1877 |
| Jacopo Tomadini                | 1877/1883 |
| Marzio de Portis               | 1883/1887 |
| Alvise Zorzi                   | 1886/1904 |
| Gino Fogolari                  | 1904/1905 |
| Ruggero della Torre            | 1905/1933 |
| Antonino Santangelo            | 1933/1935 |
| Giuseppe Marioni               | 1935/1957 |
| Carlo Mutinelli                | 1957/1970 |
| Mario Brozzi                   | 1977/1981 |
| Amelio Tagliaferri             | 1981/1990 |
| Paola Lopreato                 | 1991/2001 |
| Aurora Cagnana                 | 2001/2003 |
| Serena Vitri                   | 2003/2013 |
| Fabio Pagano                   | 2013/2015 |
| Angela Borzacconi              | 2015      |